# 若-迪尼亚克和卢瓦拉克
若-迪尼亚克和卢瓦拉克（法語：Jau-Dignac-et-Loirac，法語發音：[ʒo diɲak e lwaʁak]）是法国吉伦特省的一个市镇，位于该省西北部，梅多克半岛北侧，吉伦特河西岸，属于莱斯帕尔梅多克区。该市镇于1806年由原市镇若（Jau）、迪尼亚克（Dignac）和卢瓦拉克（Loirac）合并而成。

## 地理
若-迪尼亚克和卢瓦拉克（45°24'28"N, 0°57'29"W）面积41.23 平方千米，位于法国新阿基坦大区吉倫特省，该省份为法国西南部沿海省份，是法國本土面积最大的省，北起滨海夏朗德省，西临大西洋，南至朗德省，东南接洛特-加龍省，东临多爾多涅省。
与若-迪尼亚克和卢瓦拉克接壤的市镇（或旧市镇、城区）包括：圣维维安德梅多克、贝加当、凯拉克、瓦莱拉克、旺萨克、弗卢瓦拉克、巴尔藏、舍纳克-圣瑟兰迪泽、吉伦特河畔莫尔塔涅。

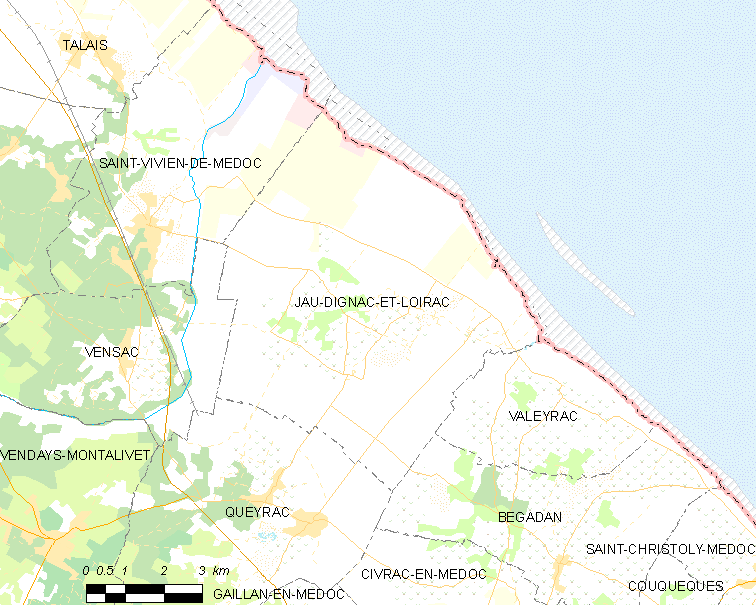
若-迪尼亚克和卢瓦拉克的OSM定位图

若-迪尼亚克和卢瓦拉克的时区为UTC+01:00、UTC+02:00（夏令时）。

## 行政
若-迪尼亚克和卢瓦拉克的邮政编码为33590，INSEE市镇编码为33208。

## 政治
若-迪尼亚克和卢瓦拉克所属的省级选区为北梅多克县。

## 人口

1962-2008年间若-迪尼亚克和卢瓦拉克人口变化图示

若-迪尼亚克和卢瓦拉克于2022年1月1日时的人口数量为982人。